# 殷礼
殷 礼（いん れい、生没年不詳）は、中国後漢末期から三国時代の政治家。揚州呉郡雲陽県（曲阿）の出身。字は徳嗣。子は殷基。孫は殷巨・殷祐。三国志の注に引く『通語』に略伝が載せられている。

## 略歴
貧家の子として生まれたが、若い頃より堅実で深い見識を備えていたため、顧邵から高い評価を受け名を知られるようなった。やがて郡吏となり、19歳で呉県丞代行となった。
占術に通じていたことから、孫権に召し出され郎中を拝した。張温に随行して蜀へ赴くと、諸葛亮にその才能を絶賛された。張温は帰国すると、殷礼を元の職務に戻さず尚書戸曹郎に転任させた。後にこれが縁故による人事であると弾劾を受け、張温は失脚することとなる。
また、幼少の曹芳が魏の皇帝に即位した際、その隙を衝くべく蜀に涼州・雍州を攻めさせ、諸葛瑾と朱然が襄陽、陸遜と朱桓が寿春、孫権自らも淮水を渡って青州・徐州へ親征し、国運をかけた決戦を挑むべしと進言したが、用いられなかったという（三国志呉主伝注引『漢晋春秋』）。
零陵太守となった後に在職のまま病没した。
子の殷基は無難督となり、『通語』を著した。